# Museo de la Semana Santa (Málaga)
El Museo de la Semana Santa de Málaga está situado en el centro histórico de la ciudad, en el inmueble del antiguo Hospital de San Julián. Se trata de un museo religioso, inaugurado en 2010. EStá gestionado por la Agrupación de Cofradías y expone una colección de piezas de la historia de las cofradías y de la Agrupación, las procesiones, la música, los oficios artesanales, la imaginería, óleos, tronos y enseres relacionados con la Semana Santa de Málaga.
El museo dispone de un espacio de 1.092 metros cuadrados y tiene integrada a la iglesia de San Julián, donde se encuentra una importante colección de pintura barroca, como obras de Juan Niño de Guevara, y una cripta con las tumbas de algunos deanes de la Catedral de Málaga.